# Монте-Сакро

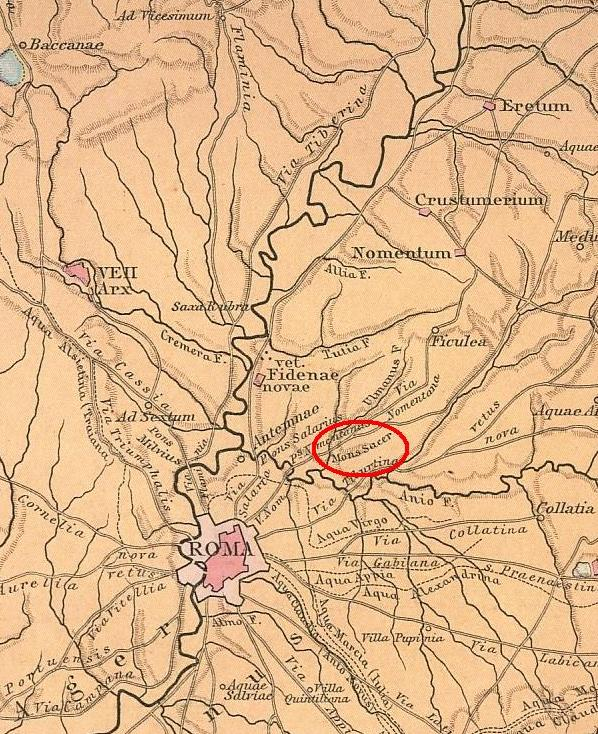
Розташування пагорбу на північний схід від Риму

Монте-Сакро або Священна гора — пагорб висотою 60 м у Римі на березі річки Аньєн, за декілька кілометрів на північний схід від Капітолія. Отримав назву від місця проведення поганських ритуалів авгурів чи гаруспіків.
У 494 до н. е. на пагорбі відбулася перша сецесія,  відокремлене зібрання римських плебеїв під час їх протистояння з патриціями, внаслідок чого, останні пішли на поступки і окремим законом (Lex Sacrata) запровадили посаду народного трибуна, який захищав права плебеїв, а потім і всіх пересічних римських громадян.
У 1924 році на пагорбі був зведений новий житловий масив, який у 1951 році отримав назву Монте-Сакро.